# HC Lvi Fosfa Břeclav
HC Lvi Fosfa Břeclav (celým názvem: Hockey Club Lvi Fosfa Břeclav) je český klub ledního hokeje, který sídlí v Břeclavi v Jihomoravském kraji. Založen byl v roce 1934 pod názvem Sokol Břeclav. Svůj současný název nese od roku 2011. Mužský oddíl působí od sezóny 2016/17 v Jihomoravské a Zlínské krajské lize, čtvrté české nejvyšší soutěži ledního hokeje. Ženský oddíl byl založen v roce 2018. Klubové barvy jsou modrá a žlutá.
Své domácí zápasy odehrává na zimním stadionu města Břeclavi.

## Informace o klubu
Pod názvem HC Břeclav působí klub od roku 1991. V té době působil klub převážně v krajských soutěžích. Pouze v letech 1995–1996 a 2000–2002 působil i v 2. lize. V roce 2002 byla prodána licence do Pelhřimova. Mužský hokej se poté v Břeclavi nehrál až do roku 2004. Od postupu do 2. ligy v roce 2008 se klub v této soutěži prozatím ustálil. Po 3 letech ve skupině Východ byl v roce 2011 zařazen do skupiny Střed, kde jej nyní čeká již druhá sezóna. V sezóně 2010/2011 hrozil klubu kvůli špatnému hospodaření vedení a velkému zadlužení, že zkrachuje. Po této sezóně klub pod názvem HC Břeclav zanikl, aby nejprve vznikl následovník HC Passvilan Břeclav, který se kvůli neshodě mezi vedením města a novými majiteli nedožil ani srpnové přípravy na ledě. Mužskému hokeji v Břeclavi tak opět hrozil zánik. Před sezónou 2011/2012 do klubu vstoupil jako nový majitel Patrik Vašíček, který se postaral o záchranu ledního hokeje v Břeclavi. Klub od té doby působí pod jménem HC Lvi Břeclav. V sezóně 2012/2013 se Lvi umístili na 7. místě a ve čtvrtfinále v pěti zápasech podlehli pozdějšímu vítězi play-off VSK Technika Brno. Pro letošní[kdy?] sezónu byli spolu s právě Technikou a SHK Hodonínem přeřazeny zpět do skupiny Východ, ve které nastupují ve značně obměněné a omlazené sestavě.
V posledních[kdy?] sezonách provázely klub finanční problémy a v únoru[kdy?] odstoupil ze soutěže. Následně po odstoupení majitele byl klub i s druholigovou licencí nabídnut k odkupu veřejnosti.

## Historické názvy
Zdroj:
- 1934 – Sokol Břeclav
- TJ Tatran Poštorná (Tělovýchovná jednota Tatran Poštorná)
- 1991 – HC Břeclav (Hockey Club Břeclav)
- 1994 – HC MST Břeclav
- 1996 – HC Břeclav (Hockey Club Břeclav)
- 2000 – HC Colligo Břeclav (Hockey Club Colligo Břeclav)
- 2004 – IHC Břeclavští Lvi
- 2007 – HC Břeclav (Hockey Club Břeclav)
- 2011 – HC Passvilan Břeclav (Hockey Club Passvilan Břeclav)
- 2011 – HC Lvi Břeclav (Hockey Club Lvi Břeclav)
- 2023 – HC Lvi Fosfa Břeclav (Hockey Club Fosfa Lvi Břeclav)

## Přehled ligové účasti

### Umístění mužů
Stručný přehled
Zdroj:
- 1994–1995: Jihomoravský krajský přebor (4. ligová úroveň v České republice)
- 1995–1996: 2. liga – sk. Východ (3. ligová úroveň v České republice)
- 2000–2002: 2. liga – sk. Východ (3. ligová úroveň v České republice)
- 2004–2007: Krajský přebor Jižní Moravy a Zlína (4. ligová úroveň v České republice)
- 2007–2008: Jihomoravská a Zlínská krajská liga (4. ligová úroveň v České republice)
- 2008–2011: 2. liga – sk. Východ (3. ligová úroveň v České republice)
- 2011–2013: 2. liga – sk. Střed (3. ligová úroveň v České republice)
- 2013–2016: 2. liga – sk. Východ (3. ligová úroveň v České republice)
- 2016– : Jihomoravská a Zlínská krajská liga (4. ligová úroveň v České republice)

Jednotlivé ročníky
Zdroj:
Legenda: ZČ - základní část, JMK - Jihomoravský kraj, červené podbarvení - sestup, zelené podbarvení - postup, fialové podbarvení - reorganizace, změna skupiny či soutěže
| Česko (1994 – ) |                                     |           |           |                                                                 |                              |
| Sezóny          | Soutěž                              | Úroveň    | ZČ        | Play-off, nadstavba, sk. o udržení...                           | Poznámky                     |
| 1994/95         | Jihomoravský krajský přebor         | 4. úroveň | 1. místo  |                                                                 | Baráž                        |
| 1995/96         | 2. liga – sk. Východ                | 3. úroveň | 16. místo | Ne                                                              | Sestup                       |
| ...             |                                     |           |           |                                                                 |                              |
| 2000/01         | 2. liga – sk. Východ                | 3. úroveň | 4. místo  | Čtvrtfinále (prohra 1:2 na zápasy s HC Minor 2000 Přerov)       |                              |
| 2001/02         | 2. liga – sk. Východ                | 3. úroveň | 9. místo  |                                                                 | Prodej licence do Pelhřimova |
| ...             |                                     |           |           |                                                                 |                              |
| 2004/05         | Krajský přebor Jižní Moravy a Zlína | 4. úroveň | 6. místo  | Semifinále                                                      |                              |
| 2005/06         | Krajský přebor Jižní Moravy a Zlína | 4. úroveň | 7. místo  | Semifinále JMK                                                  |                              |
| 2006/07         | Krajský přebor Jižní Moravy a Zlína | 4. úroveň | 6. místo  | Finále JMK                                                      | Změna názvu soutěže          |
| 2007/08         | Jihomoravská a Zlínská krajská liga | 4. úroveň | 2. místo  | Vítěz JMK;                                                      | Baráž                        |
| 2008/09         | 2. liga – sk. Východ                | 3. úroveň | 12. místo | Předkolo (prohra 1:2 na zápasy s HC Slezan Opava)               |                              |
| 2009/10         | 2. liga – sk. Východ                | 3. úroveň | 8. místo  | Čtvrtfinále (prohra 0:3 na zápasy s HC Bobři Valašské Meziříčí) |                              |
| 2010/11         | 2. liga – sk. Východ                | 3. úroveň | 12. místo | Ne                                                              | Změna skupiny                |
| 2011/12         | 2. liga – sk. Střed                 | 3. úroveň | 8. místo  | Čtvrtfinále (prohra 1:3 na zápasy s SHK Hodonín)                |                              |
| 2012/13         | 2. liga – sk. Střed                 | 3. úroveň | 7. místo  | Čtvrtfinále (prohra 2:3 na zápasy s VSK Technika Brno)          | Změna skupiny                |
| 2013/14         | 2. liga – sk. Východ                | 3. úroveň | 11. místo | Ne                                                              |                              |
| 2014/15         | 2. liga – sk. Východ                | 3. úroveň | 8. místo  | Čtvrtfinále (prohra 0:3 na zápasy s HC Zubr Přerov)             |                              |
| 2015/16         | 2. liga – sk. Východ                | 3. úroveň | 10. místo | Ne                                                              | Odstoupení ze soutěže        |
| 2016/17         | Jihomoravská a Zlínská krajská liga | 4. úroveň | 8. místo  | Čtvrtfinále                                                     |                              |
| 2017/18         | Jihomoravská a Zlínská krajská liga | 4. úroveň | 9. místo  |                                                                 |                              |
| 2018/19         | Jihomoravská a Zlínská krajská liga | 4. úroveň | 13. místo |                                                                 |                              |
| 2019/20         | Jihomoravská a Zlínská krajská liga | 4. úroveň |           |                                                                 |                              |

### Umístění žen
Stručný přehled
Zdroj:
- 2018– : 1. liga – sk. B (2. ligová úroveň v České republice)

Jednotlivé ročníky
Zdroj:
Legenda: ZČ - základní část, červené podbarvení - sestup, zelené podbarvení - postup, fialové podbarvení - reorganizace, změna skupiny či soutěže
| Česko (2018 – ) |                 |           |          |                                       |           |
| Sezóny          | Soutěž          | Úroveň    | ZČ       | Play-off, nadstavba, sk. o udržení... | Poznámky  |
| 2018/19         | 1. liga – sk. B | 2. úroveň | 2. místo |                                       |           |
| 2019/20         | 1. liga – sk. B | 2. úroveň | 2. místo |                                       |           |
| 2020/21         | 1. liga – sk. B | 2. úroveň |          |                                       | Nedohráno |
| 2021/22         | 1. liga – sk. B | 2. úroveň | 3. místo |                                       |           |
| 2022/23         | 1. liga – sk. B | 2. úroveň | 2. místo |                                       |           |
| 2023/24         | 1. liga – sk. B | 2. úroveň | 2. místo |                                       |           |